# Polysaccharopeptide
 (octobre 2023).
Le polysaccharopeptide (PSP) est un polysaccharide lié aux protéines extrait du champignon comestible Trametes versicolor (anciennement Coriolus versicolor). Le PSP est actuellement en phase de recherche sur les animaux dans de nombreux pays pour être utilisé comme médicament antitumoral. Il semble fonctionner comme un modificateur de la réponse biologique (BRM), améliorant l'utilisation par l'organisme des macrophages et des lymphocytes T, plutôt que d'attaquer directement les tumeurs.
Le polysaccharide Krestin (PSK) a été isolé pour la première fois au Japon à la fin des années 1960, tandis que la PSP a été isolée vers 1983 en Chine. Chaque composé a montré des propriétés anticancéreuses remarquables avec peu d’effets secondaires. En 1987, le PSK représentait plus de 25 % des dépenses nationales totales en agents anticancéreux au Japon.